# Glen De Boeck
 (février 2024).
Si vous disposez d'ouvrages ou d'articles de référence ou si vous connaissez des sites web de qualité traitant du thème abordé ici, merci de compléter l'article en donnant les références utiles à sa vérifiabilité et en les liant à la section « Notes et références ».
Glen De Boeck, né le 22 août 1971 à Boom en Belgique, est un footballeur international et entraîneur belge.

## Biographie

### Carrière de joueur
Il a évolué au poste de défenseur au FC Malines puis au RSC Anderlecht. Lors de la saison 2004-2005, Glen se voit devant une longue revalidation pour la deuxième saison de suite. Des médecins du club lui avaient dit qu'un nouveau retour en tant que joueur compétitif était possible et De Boeck avait encore un contrat de joueur jusqu'en juin 2006. Cependant, quand Frank Vercauteren exige auprès du conseil d'administration du club un adjoint comme condition pour prendre le relais comme entraîneur, la direction propose à De Boeck de le devenir. Un contrat comme entraîneur adjoint jusqu'en juin 2007 l'attendrait, son contrat comme joueur serait alors dissous. De Boeck accepte cette proposition et par conséquent arrête soudainement sa carrière de joueur.
Il a été 36 fois international de 1993 à 2002. Il a trouvé le chemin des filets une seule fois avec les Diables Rouges, lors d'une victoire à Saint-Denis contre la France, en préparation de la coupe du monde 2002 (1-2).

### Carrière d'entraîneur

#### Adjoint à Anderlecht
Il a été entraîneur adjoint de l'équipe A et des espoirs à Anderlecht de 2005 à 2007.

#### Débuts prometteurs au Cercle de Bruges
En 2007, il devient T1 du Cercle de Bruges où il effectue des débuts plus que prometteurs.
Pour sa toute première saison en tant qu'entraîneur principal, il permet au Cercle de finir à la 4e place qui est le meilleur résultat du 2e club brugeois depuis la saison 1971-1972 en division 1.
La deuxième saison de Glen de Boeck est plus difficile, le club terminant le championnat à la 9e place.

#### Premier échec au Germinal Beerschot
En mai 2010, après la défaite en finale de coupe de Belgique face à La Gantoise de Michel Preud'homme, Glen De Boeck quitte le Cercle de Bruges pour rejoindre le Beerschot. Il y a signé un contrat portant sur 3 saisons, soit jusqu'en juin 2013.
Le 29 novembre 2010, Glen de Boeck est remercié de son poste d'entraineur à cause de résultats insuffisants.  Le club est, en effet, 13e avec 14 points après 17 matches (et seulement 3 victoires).

#### Essai à l'étranger, au VVV Venlo
Pour la saison 2011-2012, il prend la baguette d'entraîneur au club néerlandais VVV Venlo. En pleine saison et même en plein entraînement de son groupe, il annonce sa démission, à la suite des résultats catastrophiques du club (dernier au classement avec 7 points après 15 matches) et après une réunion avec sa direction. 

#### Retour en Belgique, à Waasland-Beveren
Il signe le 19 novembre 2012 à Waasland-Beveren jusqu'à la fin de la saison, avec pour mission de maintenir le club en D1 (actuellement dernier du classement avec 9 points). 
Glen de Boeck réussit sa mission maintien avec 19 points en 13 matches et les waaslandiens finissent 13e.
Il est reconduit pour la saison 2013-2014 mais est licencié le 29 octobre 2013 après un mauvais bilan de 8 points sur 36 et une avant-dernière place au classement.

#### Retraite temporaire du football
Le 12 janvier 2015, Glen de Boeck annonce son retrait dans le monde du football et opte pour celui des affaires.

#### Bref conseiller sportif au K Rupel Boom FC
Le 6 novembre 2015, il revient dans le monde du football en devenant le conseiller technique du K Rupel Boom FC, en Division 3 belge.

#### Retour en Division 1 à Mouscron
Le 20 janvier 2016, il devient le nouvel entraîneur du Royal Mouscron-Péruwelz en remplacement de Cedomir Janevski, avec pour mission de maintenir le club en division 1.  Il réussit pleinement sa mission de maintenir le club en division 1 en finissant 14e et un bilan de 9 points sur 24 (2 victoires, 3 nuls et 3 défaites).
Il est limogé du club le 5 décembre 2016 après 5 défaites consécutives et une 15e place en championnat.

#### KV Courtrai
Le 8 novembre 2017, Glen De Boeck est nommé entraîneur du KV Courtrai.  Il est limogé du club le 15 novembre 2018 et remplacé par Yves Vanderhaeghe. Le 16 novembre, le journal De Standaard émet l'hypothèse que M. Vanderhaeghe, né à Roulers, a été préféré à M. De Boeck, parce qu'il est plus "ouest flamand" que M. De Boeck (né dans la province d'Anvers).

#### KSC Lokeren
Le 20 janvier 2019, il accepte un contrat jusqu'à la fin de la saison pour tenter de sauver le  KSC Lokeren de la relégation, le club étant actuellement dernier de la Jupiler Pro League. Il remplace Trond Sollied qui a lui-même remplacé Peter Maes.
Malgré la descente du club en 2e division, Glen de Boeck est maintenu comme coach principal par les nouveaux dirigeants et aura pour mission de faire remonter le plus vite possible les lokerenois en 1ère division.
Le 17 novembre 2019, Glen de Boeck et ses assistants sont virés du club après la défaite 0-1 face à Lommel et une 7e et avant-dernière place du classement de la D1B.

#### Retour au KV Courtrai
Le 28 septembre 2023, Glen De Boeck effectue son retour comme entraîneur  à Courtrai.  Il remplace Edward Still, limogé pour insuffisance de résultats (le club est dernier au classement avec aucune victoire et seulement 2 partages après 8 matches) et aura pour mission de maintenir le club en D1A.
Il y a signé un contrat jusqu'en 2026. Cependant, il est déjà remercié le 6 décembre après neuf rencontres seulement et l'élimination en huitième de finale de la coupe de Belgique par le RWDM.

## Palmarès
- Champion de Belgique en 2000, 2001 et 2004 avec le RSC Anderlecht
- Vainqueur de la Supercoupe de Belgique en 2000 et 2001 avec le RSC Anderlecht
- Vainqueur de la Coupe de la Ligue Pro en 2000 avec le RSC Anderlecht

## But en sélection
- Équipe nationale belge : 36 sélections / 1 buts

| But | Date        | Stade, ville, pays             | Adversaire | Résultat | Match, compétition |
| --- | ----------- | ------------------------------ | ---------- | -------- | ------------------ |
| 1er | 18 mai 2002 | Stade de France, Paris, France | France     | 1-2      | Match amical       |